# Rossair
Rossair (Rossair Executive Air Charter) es una aerolínea con base en Lanseria, Sudáfrica. Efectúa vuelos de carga y pasajeros regionales e internacionales.

## Códigos
- Código ICAO: RSS
- Callsign: ROSS CHARTER

## Historia
La aerolínea fue fundada en 1956 y comenzó operando en mercados ejecutivos y de alquiler.

## Flota
En enero de 2005 la flota de Rossair incluye:
- 4 de Havilland Canada DHC-6 Twin Otter Series 300
- 1 Bombardier Learjet 35A
- 1 Cessna 208B Caravan-675
- 6 Raytheon Beech 1900C Airliner
- 7 Raytheon Beech 1900D Airliner
- 2 Raytheon Beech King Air 200
- 1 Raytheon Beech King Air B200
- 1 Raytheon Beech King Air C90B